# Castilla la Vieja (revista)
Castilla la Vieja fue una revista publicada en Valladolid entre 1922 y, al menos, 1923.

## Descripción
La revista, editada en Valladolid, fue fundada en 1922. Dirigida por Emilio F. Cadarso, sus páginas contaron con textos de autores como Serafín Montalvo y Sanz, Juan Aragonés, Segundo Cernuda, Salvador García de Pruneda, César Silió, Luis Zapatero, el propio Cadarso, Manuel Fernández «Manolete», Escanciano, Carlos G. Simeoni, Francisco Guillén Salaya, Felipe las Heras, Federico Mendizábal, Ángel Lera de Isla o Florentino Hernández Girbal, entre otros. A finales de 1923 se seguía publicando.